# 김남조
김남조(金南祚, 1927년 9월 26일~2023년 10월 10일)는 대한민국의 시인이다. 본관은 김해(金海)이고, 숙명여자대학교 명예교수를 지냈다.
경상북도 대구에서 출생했으며, 서울대학교 사범대학 국어교육학과에서 학사 학위 취득하고 숙명여자대학교 교수를 역임하였으며 숙명여자대학교에서 명예 문학박사 학위를 받았다.

## 생애
그녀는 1927년 대구에서 태어나 일본 규슈 후쿠오카에서 여학교를 마치고 1944년 귀국 후 이화여자전문학교를 다녔지만 결국 중퇴하고 1951년 서울대학교 사범대학 국어교육과를 졸업, 학사 학위를 취득하였다. 이후 마산고등학교와 서울 이화여자고등학교에서 교사로 근무하였다. 성균관대학교 강사를 거쳐 1954년부터 숙명여자대학교 교수로 재직했다.

## 작품 세계
1950년 연합신문에 《성수(星宿)》, 《잔상》으로 등단하였고, 1953년 첫시집 《목숨》을 출판하면서 본격적인 활동을 개시하였다. 초기에는 인간성과 생명력을 표현하는 시풍을, 이후에는 로마 가톨릭 신앙을 바탕으로 한 기독교적 사랑의 세계와 윤리 의식을 표현하였다.

### 시집
- 《목숨》
- 《나무와 바람》
- 《김남조 시집》
- 《사랑의 초서》
- 《동행》
- 《너를 위하여》
- 《저무는 날에》

### 수상 내역
- 자유문인협회상(1958년)
- 오월문예상(1963년)
- 서울시문화상(1972년, 1977년, 1983년)
- 대한민국문화예술상(1988년)
- 국민훈장 모란장(1993년)
- 은관문화훈장(1998년)
- 만해대상(2007년)

## 가족 관계
조각가 김세중과 결혼하였다. 미술가 김범이 셋째 아들이다.

## 같이 보기
- 한국 문학
- 한국어 시인 목록
- 한국시인협회